# Kloster Candeil
Das Kloster Candeil (Candelium) ist eine ehemalige Zisterzienserabtei im Département Tarn, Region Okzitanien in Frankreich. Das Kloster liegt in der Gemeinde Labessière-Candeil rund 21 km südwestlich von Albi und 6 km nördlich von Graulhet.

## Geschichte
Das Kloster wurde 1150 oder 1152 als Tochter von Kloster Grandselve gegründet und gehörte damit der Filiation der Primarabtei Clairvaux an. Im Jahr 1166 ging von ihm die Gründung des Klosters Bonnecombe aus. Das Kloster besaß neun Grangien und gründete vier Bastiden. Aus dem Kloster stammt ein Kreuz (croix à main; ausgehendes 14. Jahrhundert) mit mehreren Kreuzpartikeln. Während der Französischen Revolution fand es 1791 sein Ende.

## Bauten und Anlage
Erhalten ist die Sommerresidenz der Kommendataräbte. Das Schloss von Lézignac gehörte dem Kloster. Die Kirche in Gaillac besitzt eine im Jahr 1499 gegossene Glocke aus dem Kloster.